# K. Chandrasekharan
K. Chandrasekharan (Komaravolu Chandrasekharan; Masulipatão, Andhra Pradesh, 21 de novembro de 1920 – Zurique, 13 de abril de 2017) foi um matemático indiano, que trabalhou com análise e teoria dos números.
Foi palestrante do Congresso Internacional de Matemáticos em Amsterdam (1954).

## Obras
- com Salomon Bochner: Fourier Transforms. Princeton University Press, 1949.
- Introduction to analytic number theory. Springer, 1970.
- Elliptic Functions, Springer 1985.
- Arithmetical Functions, Springer, Grundlehren der Mathematischen Wissenschaften, 1970.